# Palivová nádrž
Palivové nádrže se používají k uskladnění pohonných hmot v dopravních prostředcích.

## Palivové nádrže pro raketovou techniku
Nádrže pro kosmické rakety na kapalná paliva jsou tlakovými nádobami. U těchto speciálních nádrží je obzvláště důležité, aby odolaly extrémním tlakům, teplotám a přitom měly minimální možnou hmotnost.
Jako materiál pro výrobu se nejčastěji používají slitiny hliníku, korozivzdorná ocel, titan, další ocelové slitiny a nově se také testují kompozitní kryogenické nádrže.